# Katholischer Verband der Werktätigen
Der Katholische Verband der Werktätigen (KVW) wurde 1948 als deutschsprachige Organisation in Südtirol nach dem Vorbild der ACLI durch die römisch-katholische Kirche gegründet; der Verein setzt sich für gerechte Lebensbedingungen der Menschen, für sozialen Frieden und für die Bewahrung der Schöpfung ein. Er zählt 36.000 Mitglieder (Stand 2017).

## Geschichte
Ein erster Fokus des KVW lag im Aufbau des Patronates KVW-ACLI (Hilfestellung für Vorsorge, Fürsorge und soziale Rechte), in sozialen Fragen (Arbeitsstellen, Wohnungen, Bemühungen für ein friedliches Zusammenleben der Volksgruppen in Südtirol), in der Weiterbildung (beruflich, persönlich, gesellschaftlich, Orientierung an christlichen Werten) sowie im Aufbau von Dienststellen und Bewegungen.
In nahezu jedem Ort Südtirols entstand eine Ortsgruppe. Freiwillige Sozialfürsorger wurden gesucht und ausgebildet. Es wurden Interessensgruppen gegründet. In allen Bezirken wurden Büroräume angemietet und eröffnet, um mit professioneller Hilfe den Menschen und den Ehrenamtlichen zur Seite zu stehen. Zur Aufgabe wurde auch die Betreuung der während der Option abgewanderten Südtiroler.
Der KVW war auch an der Gründung des Autonomen Südtiroler Gewerkschaftsbunds beteiligt, der Verbraucherzentrale Südtirol, des Arbeitsförderungsinstituts AFI, des Katholischen Forums und des Sozialrings (KVW, Caritas, Lega-Coop-Bund und Dachverband der Sozialverbände).
Persönlichkeiten der Gründungszeit waren u. a. Joseph Gargitter, Heinrich Forer, Josef Kögl, Josef Untergasser, Pius Holzknecht, Manfred Adler, Johann Prenn, August Außerer, Josef Göller, David Kofler, Alfons Benedikter und Waltraud Gebert.

## Liste der Landesvorsitzenden
- Franz Fuchs (1949–1953)
- August Pupp (1953–1955)
- Franz Kemenater (1955–1959)
- Franz Fuchs (1959–1966)
- Wilfried Wörndle (1966–1969)
- Sepp Gamper (1969–1972)
- Oswald Bortolotti (1972–1973)
- Josef Göller (1973–1975)
- Wilfried Wörndle (1975–1981)
- Paul Zingerle (1981–1984)
- Josef Pfattner (1984–1987)
- Paul Zingerle (1987–1990)
- Josef Pfattner (1990–2002)
- Maria Mayr Kußtatscher (2002–2009)
- Konrad Peer (2009–2013)
- Werner Steiner (seit 2013)